# باتريك فنسنت دير
باتريك فنسنت دير (بالإنجليزية: Patrick Vincent Dwyer)‏ هو كاهن كاثوليكي أسترالي، ولد في 21 أغسطس 1858 في ألبوري في أستراليا، وتوفي في 28 مارس 1931.